# Кубок іспанської ліги з футболу 1985
Кубок іспанської ліги 1985 — 3-й розіграш Кубка іспанської ліги. У змаганні брали участь 18 футбольних колективів із Ла-Ліги 1984—1985, а також переможці Кубків іспанських ліг минулого сезону серед дивізіонів Сегунди, Сегунди Б та Терсери. Титул вперше здобув Реал Мадрид.

## Календар
| Раунд        | Дата матчів             | Матчі | Клуби   |
| ------------ | ----------------------- | ----- | ------- |
| Перший раунд | 9-11/17-24 квітня 1985  | 14    | 22 → 15 |
| Другий раунд | 1-5/7-9 травня 1985     | 14    | 15 → 8  |
| 1/4 фіналу   | 11-12/16-19 травня 1985 | 8     | 8 → 4   |
| 1/2 фіналу   | 30 травня/2 червня 1985 | 4     | 4 → 2   |
| Фінал        | 5/15 червня 1985        | 2     | 2 → 1   |

## Перший раунд
| Команда 1         | Заг. | Команда 2                 | 1-й матч | 2-й матч |
| ----------------- | ---- | ------------------------- | -------- | -------- |
| 9/24 квітня 1985  |      |                           |          |          |
| Ельче             | 2:5  | Кастельйон (2)            | 2:2      | 0:3      |
| 10/17 квітня 1985 |      |                           |          |          |
| Депортіво Малага  | 3:2  | Осасуна                   | 1:0      | 2:2      |
| Туделано (4)      | 1:5  | Еспаньйол                 | 0:4      | 1:1      |
| 11/17 квітня 1985 |      |                           |          |          |
| Реал Мурсія       | 9:1  | Еркулес                   | 7:0      | 2:1      |
| 11/18 квітня 1985 |      |                           |          |          |
| Валенсія          | 3:2  | Расінг (Сантандер)        | 1:2      | 2:0      |
| Реал Вальядолід   | 12:4 | Антекерано (3)            | 8:0      | 4:4      |
| 11/21 квітня 1985 |      |                           |          |          |
| Севілья           | 3:0  | Хімнастік (Таррагона) (3) | 2:0      | 1:0      |

## Другий раунд
| Команда 1         | Заг. | Команда 2        | 1-й матч | 2-й матч |
| ----------------- | ---- | ---------------- | -------- | -------- |
| 1/9 травня 1985   |      |                  |          |          |
| Кастельйон (2)    | 2:4  | Еспаньйол        | 1:3      | 1:1      |
| 4/7 травня 1985   |      |                  |          |          |
| Барселона         | 4:2  | Реал Сосьєдад    | 2:0      | 2:2      |
| 4/9 травня 1985   |      |                  |          |          |
| Атлетік (Більбао) | 4:2  | Депортіво Малага | 3:2      | 1:0      |
| Спортінг (Хіхон)  | 3:1  | Севілья          | 1:1      | 2:0      |
| 5/9 травня 1985   |      |                  |          |          |
| Реал Вальядолід   | 3:4  | Реал Сарагоса    | 2:3      | 1:1      |
| Реал Бетіс        | 4:1  | Валенсія         | 4:0      | 0:1      |
| Атлетіко (Мадрид) | 9:0  | Реал Мурсія      | 4:0      | 5:0      |

## 1/4 фіналу
| Команда 1         | Заг.         | Команда 2         | 1-й матч | 2-й матч |
| ----------------- | ------------ | ----------------- | -------- | -------- |
| 11/16 травня 1985 |              |                   |          |          |
| Барселона         | 3:3 пен. 1:4 | Реал Мадрид       | 2:2      | 1:1      |
| 12/19 травня 1985 |              |                   |          |          |
| Еспаньйол         | 4:1          | Атлетік (Більбао) | 3:0      | 1:1      |
| Спортінг (Хіхон)  | 3:2          | Реал Сарагоса     | 2:0      | 1:2      |
| Атлетіко (Мадрид) | 4:3          | Реал Бетіс        | 3:1      | 1:2      |

## 1/2 фіналу
| Команда 1               | Заг. | Команда 2   | 1-й матч | 2-й матч |
| ----------------------- | ---- | ----------- | -------- | -------- |
| 30 травня/2 червня 1985 |      |             |          |          |
| Спортінг (Хіхон)        | 3:4  | Реал Мадрид | 3:1      | 0:3      |
| Атлетіко (Мадрид)       | 5:3  | Еспаньйол   | 5:1      | 0:2      |

## Фінал
| Команда 1         | Заг. | Команда 2   | 1-й матч | 2-й матч |
| ----------------- | ---- | ----------- | -------- | -------- |
| 5/15 червня 1985  |      |             |          |          |
| Атлетіко (Мадрид) | 3:4  | Реал Мадрид | 3:2      | 0:2      |

### Перший матч
| 5 червня 1985 |

| Атлетіко (Мадрид)                | 3:2      | Реал Мадрид               |
| -------------------------------- | -------- | ------------------------- |
| Рубіо 10' Артече 57' Кабрера 59' | Протокол | Пінеда 48' Сантільяна 79' |

| Вісенте Кальдерон, Мадрид Глядачів: 40 000 Арбітр: Уріо Веласкес |

### Повторний матч
| 15 червня 1985 |

| Реал Мадрид           | 2:0      | Атлетіко (Мадрид) |
| --------------------- | -------- | ----------------- |
| Штіліке 23' Мічел 62' | Протокол |                   |

| Сантьяго Бернабеу, Мадрид Глядачів: 65 000 Арбітр: Креспо Орре |